# Arrondissement Falaise
Falaise is een voormalig arrondissement in het departement Calvados in de Franse regio Normandië. Het arrondissement werd op 17 februari 1800 gevormd en op 10 september 1926 opgeheven. De vier kantons werden bij de opheffing toegevoegd aan het arrondissement Caen.

## Kantons
Het arrondissement was samengesteld uit de volgende kantons:
- kanton Bretteville-sur-Laize
- kanton Morteaux-Couliboeuf
- kanton Falaise-Nord
- kanton Falaise-Sud
- kanton Thury-Harcourt